# Al-Wāt̠iq
Pour les articles homonymes, voir Al-Wathiq.
Abū Jaʿfar Hārūn ben Muḥammad al-Muʿtaṣim (en arabe : أبو جعفر هارون بن محمد المعتصم), connu sous le nom de règne (laqab) al-Wāthiq bi’llāh (en arabe : الواثق بالله), né sur le chemin de La Mecque dans les années 810 et mort en 847 à Samarra, est le 9e calife de la dynastie des Abbassides. 
Il gouverne le califat de Samarra de la mort de son père Al-Mou'tassim en 842 à la sienne, en 847. Son demi-frère Al-Moutawakkil lui succède.

## Règne
À la mort d'Al-Mou'tassim le 5 janvier 842, son fils Al-Wathiq lui succède sans susciter d'opposition au sein de la cour. Son règne, relativement court, se fait dans la continuité de celui de son père puisque les affaires courantes continuent d'être expédiées par des hommes de main d'Al-Mou'tassim, à commencer par les généraux turcs Itakh (en), Wasif (en) et Ashinas (en), le grand vizir Ibn az-Zayyat (en) et le juge en chef de l'État Ahmad ibn Abi Dou'ad (en). Sa mère Qaratis (en) décède au début de son règne en accompagnant son demi-frère Ja'far en pèlerinage à La Mecque. Elle est enterrée à Koufa dans le palais de Dawoud ibn Issa ibn Ali al-Abbassi (gouverneur de la ville sous le califat de Hâroun ar-Rachîd). 

### Révoltes au Cham et au Hedjaz
Il y eut plusieurs révoltes au cours de son règne, au Cham et au Hedjaz. Ces révoltes ont pour origine le fossé grandissant séparant les populations arabes et les armées turques qui avaient été formées par le père d'Al-Wathiq, le calife Al-Mou'tassim. Ces révoltes ont été réprimées mais l'antagonisme entre ces deux groupes n'a fait qu'augmenter avec la prise de pouvoir progressive des Turcs.

### Poursuite de lamihna
Sous son règne, le mou'tazilisme reste le dogme officiel de l'État et le tribunal inquisitorial instaurée par son oncle paternel Al-Ma'moun poursuit ses activités. 
Al-Wathiq maintient Ahmad ibn Hanbal en résidence surveillée mais, contrairement à son père Al-Mou'tassim, il ne le fait pas flageller, jugeant cette sanction contre-productive car elle augmente la popularité de l'imam. Pendant plus de cinq ans, ce dernier ne peut sortir de chez lui que pour accomplir la prière en groupe et rien d'autre. On l'empêche également d'enseigner. Cependant, par un stratagème habile, il parvient à transmettre quelques traditions prophétiques à Baqi ibn Makhlad (ar), un étudiant venu d'Andalousie pour profiter de sa science. 
C'est sous le règne d'Al-Wathiq que les savants musulmans Nou'aïm ibn Hammad (en) et Al-Bouwaïti meurent enchaînés en prison pour avoir refusé d'abjurer leur croyance au Coran incréé et en la vision de Dieu dans l'Au-delà. 
Au printemps 846, Al-Wathiq se saisit d'As-Samsamah (la célèbre épée du compagnon Amr ibn Ma'adi Yakrib) et s'en sert pour décapiter le théologien anti-mou'tazilite Ahmad ibn Nasr al-Khouza'i (ar), malgré l'opposition du juge en chef de l'État Ahmad ibn Abi Dou'ad (en).
À la suite d'un débat entre Ahmad ibn Abi Dou'ad et un vieil homme venu d'Adana (Abdoullah ibn Mouhammad ibn Ishaq al-Adhrami selon Ahmad ibn Abderrahmane ibn Ahmad ach-Chirazi), Al-Wathiq et son fils Mouhammad renoncent à la doctrine du Coran créé en 847. Selon certains auteurs Al-Wathiq met alors fin à l'inquisition, selon d'autres il ne fait rien pour l'arrêter et cette tâche revient à son demi-frère et successeur Ja'far,. 

### Guerre et paix avec les Romains

L'Asie mineure et la frontière romano-abbasside à l'époque d'Al-Wathiq.

Après l'accession d'Al-Wathiq au califat, le régent romain Théoctiste le Logothète tente sans succès de reconquérir la Crète, alors au main d'un émirat vassal des Abbassides. En 844, un raid commandé par Abou Saïd Mouhammad ibn Youssouf ibn Abderrahmane ath-Thoughouri (peut-être accompagné de l'émir de Malatya Omar al-Aqta) ravage la cité de Dorylée et atteint la rive orientale du Bosphore,. Le régent Théoctiste décide de partir à la rencontre de l'armée musulmane, qui le défait lourdement à la bataille du Mauropotamos. Le califat abbasside est cependant incapable de capitaliser sur cette victoire en raison de ses nombreux problèmes internes. L'Empire romain se trouvant dans une situation analogue, une trêve ainsi qu'un échange de prisonniers sont décidés entre les deux États. Les Romains ayant beaucoup plus de prisonniers que les Abbassides, Al-Wathiq se met à acheter des esclaves dans les marchés de Bagdad et de Raqqa ainsi qu'à libérer des femmes grecques de son harem pour combler la balance. L'échange a lieu en septembre 845 au bord de la rivière Lamos (en) et voit les Abbassides récupérer près de 4 000 de leurs sujets (dont des centaines de femmes et une centaine de dhimmiyoune) selon Tabari.
Après l'expiration de la trêve, le gouverneur abbasside de Tarse (en) Ahmad ibn Saïd ibn Salm ibn Qoutaïbah lance un raid hivernal en territoire romain, mais celui-ci se solde par un échec : plus de 500 soldats musulmans meurent (beaucoup de noyades dans la rivière Podandos), environ 200 sont faits prisonniers et le butin ramené se limite à 1 000 bœufs et 10 000 chèvres. Furieux, Al-Wathiq limoge Ahmad ibn Saïd et le remplace par Nasr ibn Hamzah al-Khouza'i le 16 janvier 846. Après cet épisode, la frontière romano-abbasside reste calme jusqu'en 851. 

## Mort et succession
Le 10 août 847, il meurt dans une étuve d'eau trop chaude qu'il utilisait pour soigner son hydropisie. 
À sa mort, un conseil (composé du grand vizir Ibn az-Zayyat (en), du juge en chef de l'État Ahmad ibn Abi Dou'ad (en), des généraux turcs Itakh (en) et Wasif (en) et de quelques autres dignitaires de l'État abbasside) se réunit choisir le nouveau calife. Ibn az-Zayyat propose le fils d'al-Wathiq, Mouhammad, comme successeur mais en raison de son jeune âge, il est écarté par les autres membres du conseil au profit de son demi-frère Ja'far,. 

## Personnalité et héritage
Dépourvu des qualités d'un grand souverain, son bref règne ne se distingue pas par des événements notables. Par ailleurs, son caractère cupide, intolérant et libidineux tend à en faire un dirigeant impopulaire. On lui reconnaît cependant certains mérites comme sa générosité envers les pauvres des villes saintes de La Mecque et Médine ou encore sa bienveillance envers les membres de la famille alide. 
À l'instar de son père et prédécesseur Al-Mou'tassim, il se fait le mécène de nombreux chercheurs et artistes. Lui-même féru de chant et de poésie, il est l'auteur de plus d'une centaine de chansons. Hammad, le fils d'Ishaq al-Mawsili, le considère comme le plus doué en chant de tous les califes et la personne la plus à même de chanter sur la mélodie du luth (oud). 
Calife réputé pour sa curiosité intellectuelle, il envoie deux grandes missions d'exploration pour découvrir deux lieux mentionnés dans la sourate Al-Kahf : la grotte des gens de la caverne et la barrière de Dhû-l-Qarnayn.